# Булесовце
Булесовце или Булесовица (на сръбски: Буљесовце или Buljesovce) е село в Югоизточна Сърбия, Пчински окръг, Град Враня, община Враня.

## География
Селото се намира в полупланински район. Отстои на 24 км южно от общинския и окръжен център Враня, на 2,4 км северно от село Бущране, на 4 км източно от село Миланово и на 5,4 км северозападно от село Русце.

## История
Към 1903 г. в селото има 20 къщи.
По време на Първата световна война селото е във военновременните граници на Царство България, като административно е част от Вранска околия на Врански окръг.

## Население
Според преброяването на населението от 2011 г. селото има 59 жители.

### Етнически състав
Данните за етническия състав на населението са от преброяването през 2002 г.
- сърби – 77 жители (98,71%)
- неизяснени – 1 жител (1,28%)